# Подвезенний Олексій Геннадійович
Олексі́й Генна́дійович Подвезе́нний (5 червня 1997 року, с. Красний Деркул, Станично-Луганський район, Луганська область — 6 лютого 2021 року, с. Новомихайлівка, Покровський район, Донецька область) — солдат, заступник командира бойової машини піхоти, оператор-навідник 3-го відділення 3-го взводу 6-ї роти 2-го батальйону 28-ї окремої механізованої бригади імені Лицарів Зимового Походу Збройних сил України, учасник російсько-української війни.

## Життєпис
Походив з простої родини, батько — кочегар на прикордонній заставі Красна Талівка, мати — у сільськогосподарському підприємстві. Закінчив загальноосвітню школу в селі Красна Талівка, після чого відбув строкову службу.
27 листопада 2019 року підписав контракт зі Збройними Силами України, на військову службу призваний Біловодським райвіськкоматом Луганської області. Вишкіл за фахом «кулеметник» проходив у навчальному центрі «Десна». У складі 28-ї механізованої бригади служив з 2 березня 2020 року.
Учасник Операції об'єднаних сил на території Донецької та Луганської областей з 2020 року.
Загинув 6 лютого 2021 року, поблизу с. Новомихайлівки, на Донеччині, внаслідок підриву на невстановленому вибуховому пристрої під час висування на ВОП. Разом з ним загинув старший солдат Назарій Поліщук, ще один військовослужбовець зазнав важких поранень.
Похований 9 лютого 2021 року у рідному селі Красний Деркул. На похорон захисника зібралось все село. Залишились батьки, старша сестра та дівчина, з котрою планував одружитись.

## Нагороди та вшанування
- Указом Президента України № 576/2021 від 15 листопада 2021 року «За особисту мужність, виявлену у захисті державного суверенітету та територіальної цілісності України, сумлінне і бездоганне служіння Українському народові» — нагороджений орденом «За мужність» III ступеня (посмертно)[4].
- Почесна відзнака «Захисник Луганщини» (посмертно)[5].